# Chuy Bravo

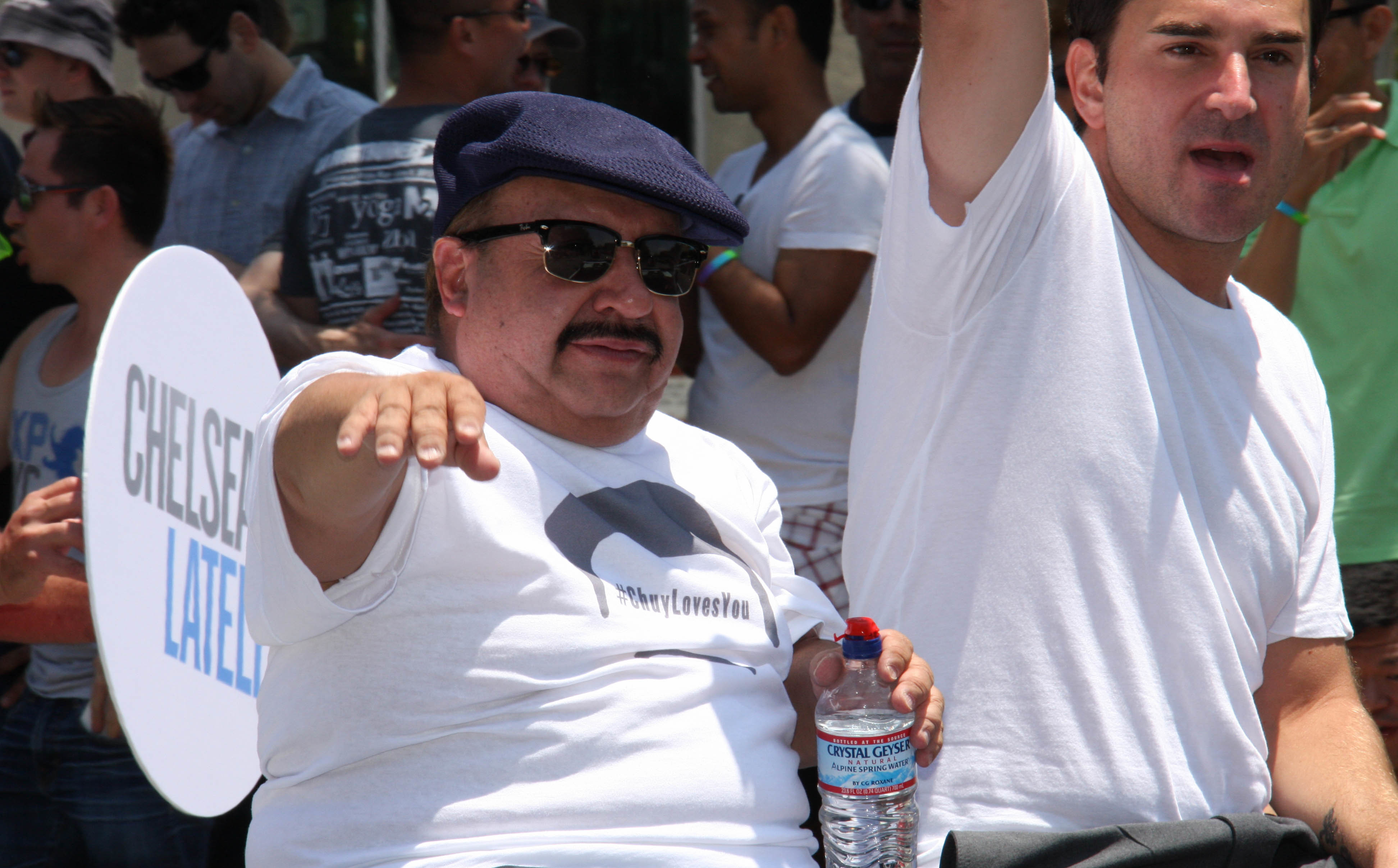
Chuy Bravo (links) auf der West Hollywood Gay Pride Parade 2013

Jesús Melgoza (* 7. Dezember 1956 in Tangancícuaro, Michoacán; † 14. Dezember 2019 in Mexiko-Stadt, Mexiko) war ein US-amerikanischer Schauspieler und Komiker. Besondere Bekanntheit erlangte er als Sidekick der Moderatorin Chelsea Handler in ihrer Talkshow Chelsea Lately, die von 2007 bis 2014 produziert und ausgestrahlt wurde. Dort fungierte er vor allem als Comic Relief.
Bravo begann Anfang der neunziger Jahre seine schauspielerische Karriere. Er trat in Honeymooners (2005) und Pirates of the Caribbean – Am Ende der Welt (2007) auf.
Bravo trat auch in pornografischen Filmen auf, insbesondere für Vivid Entertainment Group, von denen der bekannteste Chuy Bravo Porn Star ist.

## Veröffentlichungen
- mit Tom Brunelle: Little Nuggets of Wisdom. 2010, Grand Central Publishing, ISBN 978-0-446-56897-5